# Bałkany Zoria
Bałkany Zoria (ukr. Футбольний клуб «Балкани» Зоря, Futbolnyj kłub „Bałkany” Zoria) – ukraiński klub piłkarski, mający siedzibę w miejscowości Zoria w obwodzie odeskim.
W sezonie 2015/16 uczestniczył w rozgrywkach o Puchar Ukrainy.

## Historia
- od 2007: Bałkany Zoria (ukr. «Балкани» Зоря)

Po II wojnie światowej miejscowość reprezentował klub FK Zoria. W 2007 z inicjatywy Mykoły Złatowa, prezesa farmy Bałkany w Zorii, powstał klub piłkarski o nazwie Bałkany Zoria.
W 2013 zespół został mistrzem obwodu odeskiego. W 2013 startował w rozgrywkach o Amatorski Puchar Ukrainy. W 2014 roku zdobył Puchar obwodu odeskiego. W 2014 klub debiutował w rozgrywkach Amatorskiej ligi Ukrainy.
W 2015 debiutował w Pucharze Ukrainy, gdzie w 1/16 przegrał 0:1 z finalistą Ligi Europy UEFA Dnipro Dniepropetrowsk.
Latem 2016 klub otrzymał licencję na grę w Drugiej Lidze.

## Sukcesy

### Trofea międzynarodowe
Nie uczestniczył w rozgrywkach europejskich (stan na 31-05-2015).

### Trofea krajowe
| \| \| Zdobyte trofea w rozgrywkach Ukrainy (stan na: 31-05-2015) \| |                                                            |      |          |
| Rozgrywki                                                           | Osiągnięcie                                                | Razy | Sezon(y) |
| · Mistrzostwo                                                       | I miejsce                                                  | 0    |          |
| · Mistrzostwo                                                       | II miejsce                                                 | 0    |          |
| · Mistrzostwo                                                       | III miejsce                                                | 0    |          |
| Puchar                                                              | zdobywca                                                   | 0    |          |
| Puchar                                                              | finalista                                                  | 0    |          |
| Puchar                                                              | 1/16 finału                                                | 1    | 2015/16  |
| II liga                                                             | I miejsce                                                  | 0    |          |
| II liga                                                             | II miejsce                                                 | 0    |          |
| II liga                                                             | III miejsce                                                | 0    |          |
| Ukraina                                                             | Zdobyte trofea w rozgrywkach Ukrainy (stan na: 31-05-2015) |      |          |

- Mistrzostwo obwodu odeskiego:
  - mistrz: 2013
- Puchar obwodu odeskiego:
  - zdobywca: 2014

### Inne trofea
- Puchar gubernatora obwodu odeskiego:
  - zdobywca: 2012

## Stadion
Klub rozgrywa swoje mecze domowe na stadionie im. Borysa Tropancia w Zorii, który może pomieścić 1000 widzów.

## Piłkarze
Znani piłkarze:
- Vadim Chirilov
- Anatolij Opria
- Dmytro Parchomenko
- Kostiantyn Parchomenko
- Wałentyn Połtaweć

## Trenerzy
- przed 2013:  Anatolij Parchomenko
- 2014–2015:  Wałentyn Połtaweć (grający trener)
- od 2015:  Anatolij Parchomenko